# Rio Prêto (vattendrag i Brasilien, Santa Catarina, lat -26,23, long -49,60)
Rio Prêto är ett vattendrag i Brasilien.   Det ligger i delstaten Santa Catarina, i den södra delen av landet, 1 200 km söder om huvudstaden Brasília.
I omgivningen kring Rio Prêto växer i huvudsak städsegrön lövskog. Området är  ganska tätbefolkat, med 54 invånare per kvadratkilometer.